# Клементьево (Суздальский район)
Клементьево — село в Суздальском районе Владимирской области России, входит в состав Новоалександровского сельского поселения.

## География
Село расположено в 13 километрах на северо-запад от центра поселения села Новоалександрово и в 25 километрах на северо-запад от Владимира.

## История
Клементьево было вотчиной Московского Новодевичьего монастыря, которой пожертвовал это село князь Михаил Кубенский, это видно из «царской жалованной несудимой грамоты Московскому Новодевичьему монастырю 1662 года 2 апреля», в которой сказано: «во Владимирском уезде, в Опольском стане, село Клементьевское с деревнями, а дал это село князь Михаил Кубенской.» В 1796 году вместо ветхой деревянной Николавской церкви в селе Клементьево была построена каменная церковь – в честь Преображения Господня, с пределом во имя Святого и Чудотворца Николая; но в 1807 году главный престол был переименован по желанию прихожан, в честь Покрова Пресвятой Богородицы и устроен второй предел – в честь Архистратига Божия Михаила. Колокольня тоже каменная, построена в 1882 году прихожанами. В 1893 году приход составлял 106 дворов, село Пустой Ярославль, сельцо Теремец и деревня Подвязье. Всех дворов в приходе 193.
В конце XIX — начале XX века село входило в состав Петроковской волости Владимирского уезда.
С 1929 года село являлось центром Клементьевского сельсовета Ставровского района, с 1932 года — в составе Владимирского района, с 1935 года — в составе Небыловского района, с 1945 года — вновь в составе Ставровского района, с 1954 года — в составе Фомицинского сельсовета, с 1965 года — в составе Суздальского района, с 1966 года — центр Клементьевского сельсовета, с 2005 года — в составе Новоалександровского сельского поселения.

## Население
| 1859 | 1897 | 1905 | 1926 | 2002 | 2010 | 2021 |
| ---- | ---- | ---- | ---- | ---- | ---- | ---- |
| 665  | ↘614 | ↗723 | ↘624 | ↘535 | ↘512 | ↘474 |

## Инфраструктура
В селе расположены МОУ «Клементьевская основная общеобразовательная школа», МКДОУ «Детский сад с. Клементьево», отделение почтовой связи 601284, сельхозпредприятие ООО «Серебряные ключи». 

## Достопримечательности
В селе находится действующая Церковь Покрова Пресвятой Богородицы (1796–1882).